# Marienfastenzeit

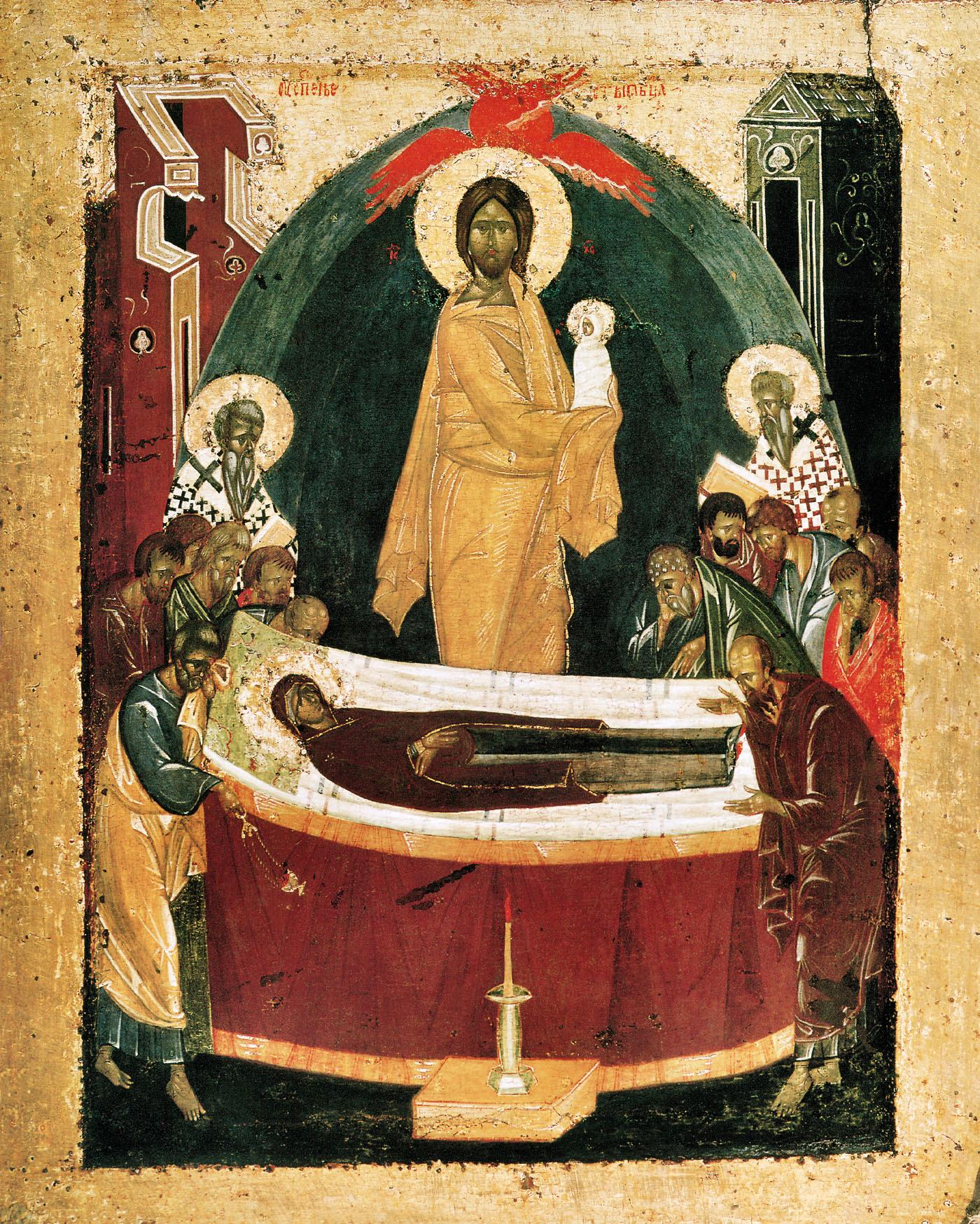
Mariä Entschlafung (Ikone von Theophanes dem Griechen, 1392)

Als Marienfastenzeit oder Fastenzeit vor Mariä Entschlafung (russisch Успенский пост) bezeichnet man die 14-tägige Fastenzeit als Vorbereitungszeit vor Mariä Entschlafung in den Ostkirchen, benannt nach Maria, der Mutter Jesu, da das Fasten am Tag ihrer Entschlafung, dem 15. August, endet.
In den Kirchen, die den gregorianischen Kalender übernommen haben (wie z. B. die griechisch-orthodoxe Kirche), dauert sie vom 1. bis 14. August, in den Kirchen, die die Feste nach dem julianischen Kalender begehen (wie z. B. die Russisch-Orthodoxe Kirche), dauert sie vom 14. bis 27. August des gregorianischen Kalenders. Die Fastenzeit endet am Tag der Aufnahme Marias in den Himmel.

## Entstehung
Die Fastenzeit ist aus der frühen Christenzeit bekannt. Die Festlegung des Marienfastens für die orthodoxe Christenheit erfolgte auf dem Kirchenkonzil im Jahre 1166, zur Zeit des Patriarchen Lukas von Konstantinopel.

## Fastenregeln
Die orthodoxe Kirche orientiert sich bei ihren Fastenregeln auch heute noch an den Regeln der Kirchenväter der ersten Jahrhunderte nach Christus, die von den antiken Essgewohnheiten der Mittelmeerländer ausgingen. In den Fastenzeiten sind daher generell Fleisch, Milchprodukte und Eier verboten. Fisch ist in der Marienfastenzeit lediglich am Tag der Verklärung des Herrn, dem 6. August, erlaubt. Wein und Öl sind samstags und sonntags erlaubt.

## Ziel und Zweck des Fastens
Mit dem Fasten bereitet sich der orthodoxe Christ auf ein großes Fest vor. Das Fasten soll dazu dienen, Körper, Geist und Seele zu reinigen und sich ganz auf Gott und das wichtige Ereignis zu konzentrieren. Der Gläubige versucht in dieser Zeit, öfter in die Kirche, zur Beichte, zur Eucharistie zu gehen, jeden Tag mehr zu beten als üblicherweise und geistliche Literatur (Bibel, Heiligenviten etc.) zu lesen.

## Fastenordnung der Marienfastenzeit
Bezüglich der Speisegebote kennen die orthodoxen Kirchen grundsätzlich drei Stufen des Fastens:
1. Strenges Fasten: Ein streng veganes Fasten, bei dem außer Honig keinerlei tierische Produkte verzehrt werden, außerdem weder Öl noch Alkohol.
2. Leichtes Fasten: Über Stufe 1 hinaus sind Wein, Öl und Weichtiere erlaubt.
3. Fisch: Über Stufe 2 hinaus ist auch noch Fisch erlaubt.

| Wochen   | Sonntag         | Montag          | Dienstag        | Mittwoch        | Donnerstag      | Freitag         | Samstag         |
| -------- | --------------- | --------------- | --------------- | --------------- | --------------- | --------------- | --------------- |
| 1. Woche | Leichtes Fasten | Strenges Fasten | Strenges Fasten | Strenges Fasten | Strenges Fasten | Fisch           | Leichtes Fasten |
| 2. Woche | Leichtes Fasten | Strenges Fasten | Strenges Fasten | Strenges Fasten | Strenges Fasten | Strenges Fasten | Leichtes Fasten |

## Die Fastenzeiten in der orthodoxen Kirche
In der orthodoxen Kirche gibt es vier mehrtägige Fastenzeiten:
- Die heilige und große vierzigtägige Fastenzeit beginnt sieben Wochen vor Ostern und dauert bis zum Freitag vor dem Lazarus-Samstag an. Davor liegt die „Milchwoche“, in der kein Fleisch mehr, aber ausgiebig Milch, Milchprodukte und Eier verzehrt werden und regional verschiedene karnevalistische Gebräuche gepflegt werden. An die große Fastenzeit schließt unmittelbar das Fasten des Lazarus-Samstages, des Palmsonntages und der Karwoche an.
- Die Apostel-Fastenzeit, in der ein leichtes Fasten gilt, dauert vom ersten Sonntag nach Pfingsten bis zum Hochfest Peter und Paul am 29. Juni.
- Die Marienfastenzeit, in der streng gefastet wird, dauert vom 1. bis zum 14. August.
- Die Philippus-Fastenzeit, dauert vom 15. November bis 24. Dezember.